# Zgrada vodovoda u Splitu u Hercegovačkoj 8
Zgrada vodovoda je građevina u Splitu. Nalazi se na adresi Hercegovačka 8, Split. Vlasnik je Vodovod i kanalizacija d.o.o. Split.

## Opis
Djelo arhitekta Josipa Kodla istaknutog arhitekta rodom iz Praga, koji nastanivši se u Splitu projektira niz stambenih, te veliki broj javnih građevina značajnih po tome što u splitskoj arhitekturi najavljuju izričaj moderne. Zgrada je u splitskom predjelu Kopilici koji je danas poslovna i industrijska gradska zona. Građena je 1928. do 1931. godine u vrijeme radikalne rekonstrukcije gradskog vodovoda.

## Zaštita
Pod oznakom Z-5758 zavedena je kao nepokretno kulturno dobro - pojedinačno, pravna statusa zaštićena kulturnog dobra, klasificirano kao "profana graditeljska baština".